# Próg tektoniczny
Próg tektoniczny – załamanie terenu lub górotworu spowodowane uskokiem albo fleksurą, uwidaczniające się w budowie geologicznej.
Jest on formą niższego rzędu wchodzącą w skład zrębu i niezwykle charakterystyczną dla gór zrębowych. Powstaje bezpośrednio na linii uskoku. Istnienie progów tektonicznych wskazuje na większe ruchy wznoszące niż zewnętrzne (egzogeniczne) procesy niszczące. Progi mogą mieć od kilku do kilkuset kilometrów rozciągłości i do kilkuset metrów wysokości.
Progi są stale niszczone przez ruchy masowe i erozję ale jednocześnie dźwigane tektonicznie. Procesy te świadczą o dynamice zjawisk tektonicznych i w tym celu stosuje się wskaźniki ilościowe charakteryzujące rzeźbę progów. Są to wskaźniki aktywności tektonicznej. Efektem erozji (rozcinania) progów jest powstanie trójkątnych lic progów. Jest to ich charakterystyczna forma. Na niszczenie progów wpływ mają procesy zależne od klimatu oraz rodzaj skał z jakich zostały zbudowane.

## Występowanie
W granicach Polski progi tektoniczne powszechne są w Sudetach. Najbardziej rozpoznawalnym progiem jest próg związany z sudeckim uskokiem brzeżnym ograniczający Sudety od strony północno-wschodniej.